# Victoria (Mindoro Oriental)
Victoria, antaño conocido por Barbocolón,  es un municipio filipino de segunda categoría perteneciente a la provincia isleña de Mindoro Oriental en Mimaropa.
Con una extensión superficial de 146,23  km²,  tiene una población de 48.308 personas que habitan en 10.089 hogares.
Su alcalde es   Alfredo G. Ortega Jr.
Para las elecciones a la Cámara de Representantes está encuadrado en el Primer Distrito Electoral de esta provincia.

## Geografía
El municipio de Victoria  se encuentra situado en el interior de la parte nororiental de la isla de Mindoro.
Su término linda al norte  y oeste con el municipio de Nauján;   al sur  con el municipio de Pinamalayán; al este   con el lago  Nauján; y el municipio de Socorro.
Son ribereños del lago, declarado parque nacional, los barrios de Merit, Daungán, Bambanín, Pakyas, Leido, Malabo, Urdaneta, San Narciso y Canaán.

### Demografía
Los diez barrios más poblados de este municipio:
| Rank | Barrio        | Población en 2010 |
| ---- | ------------- | ----------------- |
| 1.   | Alcate        | 3,756             |
| 2.   | Población I   | 2,980             |
| 3.   | Macatoc       | 2,822             |
| 4.   | Población III | 2,745             |
| 5.   | Leido         | 2,222             |
| 6.   | Villa Cerveza | 1,952             |
| 7.   | Malabo        | 1,944             |
| 8.   | Bambanín      | 1,909             |
| 9.   | Ordovilla     | 1,867             |
| 10.  | Babangonan    | 1,843             |

## Barrios
El municipio de Victoria se divide, a los efectos administrativos, en 32 barangayes o barrios, conforme a la siguiente relación:
| - Alcate - Antonino de Mainao - Babangonan - Bagong Silang | - Bagong Buhay - Bambanín - Bethel - Canaán | - Concepción - Duongán - Leido - Loyal | - Mabini - Macatoc - Malabo - Merit | - Ordovilla - Pakyas - Población I - Población II | - Población III - Población IV - Sampaguita - San Antonio | - San Cristóbal - San Gabriel - San Gelacio - San Isidro | - San Juan - San Narciso - Urdaneta - Villa Cerveza |

Cinco barrios se clasifican como urbanos (Alcate, Leido, Macatoc, Población I, Población III), mientras que los 27 restantes lo  son rurales.

## Historia
Municipio originalmente conocido como Barbocolón ( "un gran río") fue creado el 15 de septiembre de 1953 y formado por sitios y barrios que hasta entonces formaban parte de la municipalidad de Nauján.

## Patrimonio
Iglesia parroquial católica bajo la advocación del Buen Pastor, consagrada en 1956.
Forma parte del Vicariato del Buen Pastor en  la Vicaría Apostólica de Calapán sufragánea  de la Arquidiócesis de Lipá.